# تريفور ريس جونس
تريفور ريس جونس (بالإنجليزية: Trevor Rees-Jones) يعرف أيضاً باسم تريفور ريس، ولد في عام 1968،هو الحارس السابق لديانا،أميرة ويلز ودودي الفايد. أصيب بشكل كبير في حادث السيارة الذي راح ضحيته كل من ديانا ودودي والسائق هنرى بول.لأنه أصيب في رأسه أثناء الحادث; فإن ريس جونس لا يستطيع استعادة مجريات الحادث المثير للجدل ولا يستطيع تذكر أي شيء عنه.التقارير الإعلامية المبكرة ادّعت أنه بقي على قيد الحياة لأنه كان يضع حزام الأمان.ومع ذلك، قال باجيت عملية الفحص الفني أن أيا من ركاب السيارة لم يكن يرتدي أحزمة المقاعد في وقت التصادم. تعرض ريس جونس إلى إصابة خطيرة جدا في الحادث. كان وجهه مسطحا، العديد من عظامه كانت مكسرة أو مهشمة. أعيد ترميم وجهه بواسطة جراح الوجه والفكين لوك شيخاني، مستعملا ما يقرب من 150 قطعة تيتانيوم لربط العظام ببعضها وإعادة الشكل الأصلي. خلال سنة، استعاد وجهه شكله الطبيعي تقريباً. لم يدفع ريس جونس شيئاً من تكاليف العملية، فقد تكفل بها محمد الفايد، صاحب عمل ريس جونس في وقت التحطم، والبقية تكفلت بها هيئة الخدمات الصحية الوطنية (المملكة المتحدة) British National Health Service (NHS) .
بعد الشفاء من الإصابات الناجمة عن الحادث، انتقل ريس جونس إلى شمال شروبشير، ومن أجل كسب بعض الوقت عمل لأسرة صغيرة تدير متجر ألبسة رياضية في مدينة أوسويستري، على الحدود الويلزية. 
كتب ريس جونس كتاباً بعنوان: «قصة الحارس الشخصي: ديانا، التصادم، والناجي الوحيد» وهو يتحدث عن تجربته الشخصية، بمساعدة كاتبة قصص الأشباح مويرا جونستون. الكتاب كان مبنيا بالاعتماد على الذكريات القليلة لريس جونس وأصدقائه وعائلته.وقد قرر تأليف هذا الكتاب لأن الكثير من القصص الغريبة كانت قد أعلنت حول ذلك الحادث القاتل، ولأن صاحب العمل السابق لريس جونس، محمد الفايد اتهمه بعدم تأدية واجبه بشكل جيد.
/